# 静岡市立川原小学校
静岡市立川原小学校（しずおかしりつ かわはらしょうがっこう）は、静岡県静岡市駿河区下川原にある公立小学校。

## 沿革
- 1980年（昭和55年）4月1日 - 開校[1]。
- 1983年（昭和58年）2月12日 - 校歌制定（作詞 三木卓、作曲 小宮路敏）[1]。
- 1989年（平成元年）
  - 5月15日 - 川っ子音頭完成披露[1]。
  - 11月11日 - 創立10周年記念式典、及び記念音楽会開催[1]。
- 1990年（平成2年）3月15日 - 創立10周年記念として日時計設置[1]。
- 1999年（平成11年）11月5日 - 創立20周年記念式典[1]。
- 2009年（平成21年）11月14日 - 創立30周年記念式典[1]。

## 通学区域
駿河区

| - 下川原一～六丁目 | - 下川原南 | - 桃園町 |

## アクセス
- しずてつジャストライン東新田下川原線 ｢下川原二丁目｣停留所から、徒歩8分
- しずてつジャストライン中原池ヶ谷線「下川原五丁目」停留所から、徒歩7分